# Dagobert McCsip
Dagobert McCsip (angolul: Scrooge McDuck) vagy Dagobert bácsi (angolul: Uncle Scrooge) képregény- és rajzfilmfigura, akit Carl Barks rajzoló talált ki a Walt Disney Company számára, majd Don Rosa rajzolt tovább. Bár eredetileg csak egy karácsonyi történet szereplője lett volna, Barks idejekorán felismerte a figurában rejlő lehetőségeket, és felhasználta a későbbi történeteihez. Mára „Dagobert bácsi” a Donald Kacsa univerzum meghatározó szereplőjévé vált.
Eredeti nevét (Scrooge) Charles Dickens Karácsonyi ének című elbeszélésének zsugori főhőse után kapta, a „Mc” előtag skót származásra utal, skót származásával az alkotók még utalni kívántak magatartására és életmódjára is. A magyar fordításon kívül még több nyelven, így például németül is Dagobert a neve, más nyelveken előfordulnak a Joachim és Balthazar nevek is. Dagobert a McCsip Művek nevű vállalat tulajdonosa, a fiktív Kacsaháza (Hápburg) település lakója. Anyai ágon nagybátyja Donald és Della Kacsának, Niki, Tiki és Viki dédnagybátyja, Szaki Dani feltaláló pénzügyi támogatója, és a Donald Kacsa univerzumban a világ leggazdagabb kacsája. Olajmágnás, üzletember, pénzügyi befektető, valamint számos bánya és gyár tulajdonosa. Hatalmas páncélterme, amelyben a pénzét tárolja, popkulturális jelenséggé vált.
Eredetileg egy kapzsi, zsugori antihős volt, a későbbi megjelenéseikor viszont már egy agilis, bátor kalandorként mutatkozik meg.

## Megalkotása
Dagobert McCsip a „Karácsony a Medve-hegyen” című képregényben tűnt fel először, 1947 decemberében. Itt egy szakállas, szemüveges, zsémbes öregként van ábrázolva, aki a botja nélkül közlekedni sem tud, és magányosan él egy hatalmas villában. Megalkotója, Carl Barks a későbbi szerepeltetéseinél úgy gondolta, hogy a karaktert ennél aktívabbá kellene tenni, mert sok potenciál van benne. A következő években így a karakterének kimunkálására került sor. 1948-ban, "Az öreg kastély titka" című műben felkéri az unokaöccseit, hogy segítsenek a régi családi kastélyt átkutatni kincsek után. Az 1948 novemberi "Ravasz kapcsolatok" című történetben nevezték őt először a világ leggazdagabb kacsájának.
Az 1949-es "Voodoo Hoodoo" történetben mutatták be először a múltját, amikor is bemutatták Foola Zoolát, egy afrikai törzs varázslóját, aki megátkozta Dagobertet évekkel ezelőtt. Dagobert bevallja unokaöccseinek, hogy annak idején kalózokkal zavartatta el a törzset a földjéről, hogy kaucsukültetvényt létesítsen ott. Ez az eredeti Barks-féle idővonalon 1879-ben történt vele, de a történeteket továbbrajzoló Don Rosa később egységes szerkezetbe fésülte az idővonalat, és ekkor ez 1909-be került.  A másik karakter Bombi a zombi volt, a varázsló átkának beteljesítője, aki évtizedekig kereste Dagobertet, később azonban összekeverte Donalddal. Bombi nem volt a szó szoros értelmében élőhalott, inkább egy illető, aki a mágus irányítása alá került.
1950-ben "Az unikornis nyomában" című történetben bemutatásra került Dagobert saját állatkertje, amelybe szeretné megszerezni a Himalájában élő unikornist - a felkutatására két rokonát, Donaldot és Gusztávot kéri fel, busás jutalom ígéretével. Ebben a sztoriban bukkant fel először saját magánrepülőgépe és derült ki, hogy McCsip nagyszerű pilóta.
1950 szeptemberében jelent meg "A mágikus homokóra", amelyben már Dagobert volt az igazi főszereplő. Donald itt említi meg, hogy nagybátyja gyakorlatilag egész Kacsaháza (a "Kacsamesék"-ben Hápburg) tulajdonosa, mire Dagobert elmondja, hogy kemény munka árán jutott hozzá a pénzéhez; a címadó homokórát is még Marokkóban vette, amikor egy hajó fedélzetén szolgált. Itt derül ki, hogy ért arabul - a későbbi történetekben számos más nyelven is ért, mely tudását utazásai alatt szedte össze. Számos híres történelmi személyiséggel is találkozott, mint Theodore Roosevelt elnök, Geronimo törzsfőnök, II. Miklós orosz cár, vagy épp Elias Lönnrot. Ebben a történetben mutatkozik meg először pozitív oldala is: vissza akarja szerezni a homokórát, amt Donaldnak ajándékozott, ugyanis ha nincs a birtokában, az óra varázslata miatt percenként egymilliárd dollárt veszít. Dagobert erre, az Aranypolgár című film egyik híres mondatát kiparodizálva csak annyit mond, hogy kb. 600 év alatt menne így tönkre. A történetben kikötözi Donaldot és tollal csiklandozza, hogy megmondja neki, hol a homokóra, mégis, amikor visszaszerzi azt, inkább elcseréli egy flaska vízre, hogy segítsen a sivatagban kiszáradt unokaöccsein.
Az "A Financial Fable" című történetben mutatja meg Donaldnak, hogyan is működik a gazdasági birodalma, és állapítja meg, hogy Niki, Tiki és Viki sokkal szorgalmasabbak és elhivatottabbak, és önmagára emlékeztetik. Donald hiába dolgozik keményen, sokszor képtelen megfogni a pénzt. Ebben a történetben látható először szorosabb kapcsolata ifjú unokaöccseivel.
1951-ben mutatkoztak be először a Kasszafúrók (a "Kacsamesék"-ben Beagle Boyok), akiket Dagobert láthatóan már régóta jól ismer, s ugyanekkor bukkant fel először a páncélterme is, amit a Kasszafúrók ki akarnak rámolni. Ekkortól Dagobert McCsip jól ismert karakterré vált a képregényolvasók körében, így Barks-on kívül mások történeteibe is bekerült, valamint elindult a saját képregénysorozata is.
Miután Barks nyugdíjba ment, más rajzolók folytatták a történeteit, mindazonáltal Barks 1972-től továbbra is írt kisebb sztorikat. Ekkor indult el az Ifjú Mormoták története is, ahol Dagobert ismét inkább antihős szerepben mutatkozott, karaktere közelebb állt az eredeti formájához. Romano Scarpa olasz képregényrajzoló újabb kacsákkal bővítette a rokoni körét.
Ezután vette át Don Rosa a karaktert, aki más rajzolókkal ellentétben úgy látta, hogy Dagobert történetei a múltban játszódnak, és 1967-ben, Carl Barks visszavonulásának időpontjában jelölte meg a karakter halálának időpontját is. Átdolgozta az idővonalat, és kizárólag a Barks-történeteket és családfát tekintette a kánon részének. Ő készítette végül el a 12 epizódból álló "Dagobert bácsi élete - Az első ötven év" című képregénykötetet is. Rosa alatt Dagobert sokkal etikusabb lett: ugyan sosem csal, de mindig kíméletlenül kihasználja a kiskapukat. Páncéltermében minden egyes érmét nagy becsben tart, hisz mindegyik mögött ott áll a kemény munka és egy történet.
Később Daan Jippes, aki remekül tudta utánozni Barks rajzstílusát, újraalkotta az Ifjú Mormoták-történeteket, valamint Barks halála előtt készített utolsó sztorijait.

## Karaktere

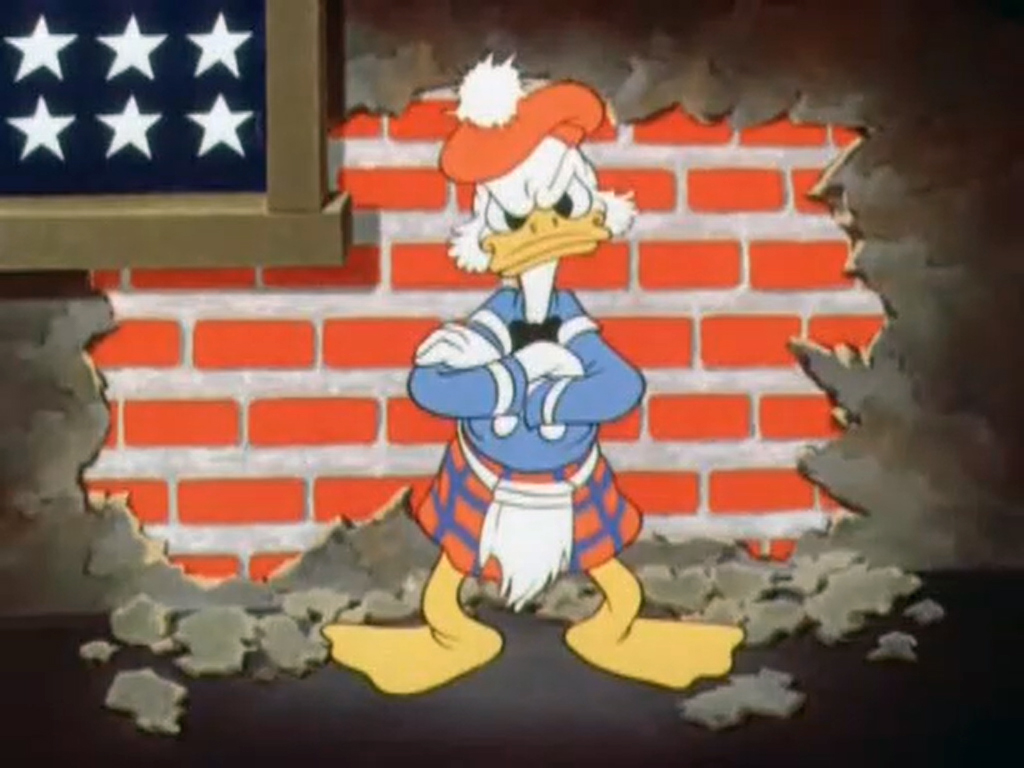

### Áttekintés
Dagobert valamennyi történetben úgy szerepel, mint aki kemény munkával érte el hatalmas vagyonát, egy nemes skót család emigráns sarjaként. Megalkotásánál Andrew Carnegie és Ebenezer Scrooge képezték az alapot.
Don Rosa alkotta meg a "Dagobert bácsi élete - Az első ötven év" című művében a karakter élettörténetét. Fiatal korában Glasgowban élt, ahol cipőket pucolt. Fordulópont volt életében, amikor 1877-ben egyik kuncsaftja egy, Skóciában értéktelen 1875-ös amerikai tízcentessel fizetett neki. Mikor rájött, hogy átverték, már késő volt, de dühében elhatározta, hogy nem hagyja magát többé átverni, okosabb és élesebb eszű lesz bárkinél. Egy hajó legénységéhez csatlakozott 13 évesen, velük érkezett meg az Újvilágba. Kalandjai során 1898-ban eljutott Klondike-ba, ahol egy lúdtojás méretű aranyrögöt talált. Ezután szerezte meg az első millióját és vette meg birtokát Kacsaházán. A városba 1902-ben költözött, ahol némi vita után lebontatta a régi erődöt, és felhúzta a helyére páncéltermét.
A következő években beutazta a világot, miközben a vagyonát családjára bízta. Mikor hazatért, már ő volt a világ leggazdagabb kacsája, akinek vagyonához csak Flintháp Glomgold és John D. Rockerkacsa vagyona volt mérhető, valamint egy hindusztáni maharadzsáé. Útjai során azonban személyisége megváltozott: egy kiállhatatlan zsugori alak lett belőle, ezért a családja elfordult tőle. Tizenkét évvel később visszavonul, de alig öt év után még egyszer utoljára visszatér.
Vagyonának jelentős részét a páncéltermében őrzi, bár sokszor hangoztatja, hogy az csak "aprópénz". Az európai képregényekben (így a Magyarországon megjelent történetekben is) gyakran látható, hogy azzal egzecíroztatja unokaöccseit, hogy minden egyes érmét fényesítsenek ki; jellemzően azért, mert Donald valami miatt tartozik neki, bácsikája mégis rendkívül zsugori, amikor a munkabéréről van szó. Ugyancsak az európai történetekben rángatja bele családját különféle képtelen kalandokba, jellemzően kincsek ígéretével, ám a legtöbbször egy (először jelentéktelennek látszó) kiskaput kihasználva végül sosem fizet semmit nekik, hiába teszi ki érte Donald a lelkét is. Ugyanezekben a történetekben szokása még unokaöccseit régi aranyásó történeteivel untatni.
Dagobert sokszor látható, ahogy sérülésmentesen úszkál a páncéltermében felhalmozott pénzben. Első keresményét, a tízcentest mint szerencsepénzt őrzi, amelyre sokaknak fáj a foga, különféle okokból.

## Forráshivatkozások
1. ↑  Christmas on Bear Mountain (W OS 178-02) | I.N.D.U.C.K.S.. inducks.org. (Hozzáférés: 2021. szeptember 19.)
2. ↑  Archivált másolat. [2007. június 12-i dátummal az eredetiből archiválva]. (Hozzáférés: 2021. szeptember 19.)
3. ↑  The Old Castle's Secret (W OS 189-02) | I.N.D.U.C.K.S.. inducks.org. (Hozzáférés: 2021. szeptember 19.)
4. ↑  Trail of the Unicorn (W OS 263-03) | I.N.D.U.C.K.S.. inducks.org. (Hozzáférés: 2021. szeptember 19.)

## Fordítás
Ez a szócikk részben vagy egészben  a   Scrooge McDuck című angol Wikipédia-szócikk ezen változatának fordításán alapul.  Az eredeti cikk szerkesztőit annak laptörténete sorolja fel. Ez a jelzés csupán a megfogalmazás eredetét és a szerzői jogokat jelzi, nem szolgál a cikkben szereplő információk forrásmegjelöléseként.